# Partidos políticos catalanistas en Francia
Existen tres partidos nacionalistas catalanes en Francia en el departamento de los Pirineos Orientales, concretamente en la antigua provincia del Rosellón, también conocida como Cataluña Norte.
El catalanismo en Francia se ha encontrado históricamente muy influido por el ejemplo del Estado de las autonomías español y la gran cota de autogobierno conseguido por la comunidad autónoma de Cataluña en España. Los movimientos políticos catalanistas han tratado de extrapolar la experiencia española a Rosellón. Hay tres partidos que se disputan la defensa de la idea nacional catalana en Rosellón:
- Unitat Catalana es el partido más antiguo y el único que tradicionalmente ha tenido representación institucional. Se creó en 1986 con el fin de reunir a los catalanistas en un único partido, siendo el producto de la fusión de diversas corrientes preexistentes. Están representados en la administración comunal de Perpiñán desde 1993, como integrante de la candidatura Perpignan Oxygène, liderada por el alcalde Jean-Paul Alduy. Ha sido frecuentemente acusado por sus detractores en el campo del nacionalismo catalán de ser la coartada catalanista del alcalde de Perpiñán, Jean-Paul Alduy. Su referentes en España a partir de 2024 son los partidos políticos Junts per Catalunya (partido político), Demòcrates de Catalunya, Moviment d'Esquerres de Catalunya, Reagrupament, Estat Català, Alternativa Verda, Acció per la República, Joventut Nacionalista de Catalunya. Anteriormente los que integraban la coalición Solidaritat Catalana per la Independència (Solidaritat per la Independència, Partit Republicà Català, Els Verds - Alternativa Verda, Partit Socialista d'Alliberament Nacional, Catalunya Nació Independència, Nova Catalunya Independent, Bloc Sobiranista Català, Bloc Municipal de Catalunya, Catalunya Acció, Democràcia Catalana)
- Esquerra Republicana de Catalunya (ERC) es la sección francesa del partido español, creada en 1991. Integra a muchos catalanes del exilio.[cita requerida] Tiene una gran dependencia de las decisiones tomadas en Barcelona, sede de ERC. En las elecciones municipales de 2008 obtuvo tres concejales.
- Partido Demócrata Europeo Catalán-Convergence Démocratique de Catalogne (CDC), federación francesa del partido español Partido Demócrata Europeo Catalán-Convergència Democràtica de Catalunya que se define como autonomista y de centro-izquierda. Es el último partido surgido en el panorama del catalanismo francés, siendo fundado el 31 de diciembre de 2006. Procede de la refundación de Bloc Català (fundado en 2002), el cual era a su vez el resultado de una tentativa de fusión del Partit per Catalunya y Unitat Catalana. CDC es el partido catalanista con mayor número de militantes (300) y cargos electos (15) en Francia,[cita requerida] pese a sus modestos resultados electorales. Depende en gran medida de las subvenciones de CDC desde España.